# ゲルマニウムの夜
『ゲルマニウムの夜』（げるまにうむのよる）は、花村萬月の小説、およびそれを原作とする2005年公開の日本映画。
エロスとバイオレンスを通じて偽善を暴く。初出は「文學界」1998年6月号。第119回（1998年上半期）芥川賞受賞作。

## あらすじ
衝動的に人を殺し、自分が育った修道院兼教護院に逃げ戻ってきた青年・朧（ろう）。修道女を犯し、暴力の衝動に身を任せ、本能の赴くままに生きている彼は冷然と宗教を試す。

## 映画
ロカルノ国際映画祭コンペティション部門正式出品。

### キャスト
- 新井浩文：朧
- 広田レオナ：テレジア
- 早良めぐみ：教子
- 木村啓太：トオル
- 大森南朋：宇川
- 津和孝行：北
- 大楽源太：隊長
- 山本政志：赤羽修道士
- 三浦哲郁：荒川
- 麿赤兒：老店主
- 石橋蓮司：小宮院長
- 佐藤慶：戸川神父

### スタッフ
- 監督：大森立嗣
- 原作：花村萬月（文藝春秋刊）
- 脚本：浦沢義雄
- 製作総指揮：荒戸源次郎
- エグゼクティブプロデューサー：前田章紘
- プロデューサー：村岡伸一郎
- スーパーバイザー：羽仁未央
- 撮影：大塚亮
- 照明：舘野秀樹
- 録音：阿部茂
- 美術：金勝浩一
- 編集：奥原好幸
- 音楽：千野秀一
- グラフィック：清野僚一
- 写真：江森康之
- 絵画：寺門孝之
- タイトル：赤松陽構造
- 支援：文化庁
- 製作：ネオプレックス、荒戸映画事務所